# Delphiniobium gyamdaense
Delphiniobium gyamdaense är en insektsart. Delphiniobium gyamdaense ingår i släktet Delphiniobium och familjen långrörsbladlöss. Inga underarter finns listade i Catalogue of Life.